# Funky Divas
| Críticas profissionais        | Críticas profissionais |
| Avaliações da crítica         | Avaliações da crítica  |
| Fonte                         | Avaliação              |
| ----------------------------- | ---------------------- |
| AllMusic                      | [ 2 ]                  |
| Encyclopedia of Popular Music | [ 3 ]                  |
| Entertainment Weekly          | B−                     |
| Los Angeles Times             | [ 5 ]                  |
| Orlando Sentinel              | [ 6 ]                  |
| The Philadelphia Inquirer     | [ 7 ]                  |
| Q                             | [ 8 ]                  |
| Rolling Stone                 | [ 9 ]                  |
| The Rolling Stone Album Guide | [ 10 ]                 |
| Select                        | 3/5                    |

Funky Divas é o segundo álbum de estúdio do grupo vocal feminino americano En Vogue, lançado em 24 de março de 1992. É o álbum de maior sucesso do grupo, tendo vendido mais de 5 milhões de cópias em todo o mundo.

## Singles
O primeiro single do álbum, "My Lovin' (You're Never Gonna Get It)", se tornou um hit instantâneo, atingindo a segunda posição da Billboard Hot 100 e a quarta posição da UK Singles Chart.
O segundo single, um cover de "Giving Him Something He Can Feel", originalmente gravado por Aretha Franklin em 1976 para a trilha-sonora do filme "Sparkle", atingiu a sexta posição na Hot 100 e se tornou o quinto número um do grupo na parada Hot R&B/Hip-Hop Songs. Outra canção gravada por Franklin para o filme, "Hooked on Your Love", também está presente no álbum.
O terceiro single, a faixa com influências no funk rock "Free Your Mind", um hino à diversidade lançado após os distúrbios raciais de 1992 em Los Angeles (causados pela absolvição dos policiais que espancaram Rodney King), atingiu a oitava posição na Hot 100. A faixa "Yesterday", uma versão de música soul da famosa canção dos Beatles, atingiu a septuagésima segunda posição na Hot 100 e a vigésima nona na Hot R&B/Hip-Hop Songs, apesar de não ter sido lançada oficialmente como single.
O quarto single, "Give It Up, Turn It Loose", foi lançado após o álbum ser certificado com três discos de platina pela RIAA. Ele atingiu a décima quinta posição na Hot 100. Já o quinto e último single, "Love Don't Love You", atingiu apenas a trigésima sexta posição na parada. A versão lançada não está presente no álbum original e seu videoclipe é uma compilação de imagens de videoclipes anteriores do grupo ("Giving Him Something He Can Feel", "Lies", "Free Your Mind" e "You Don't Have To Worry").

## Prêmios
O grupo foi indicado a vários prêmios com o álbum Funky Divas. Em 1993, o álbum foi indicado ao Grammy de melhor performance vocálica de R&B por uma dupla ou grupo. No mesmo ano, a faixa "Free Your Mind" foi indicada ao Grammy de melhor performance vocálica de rock por uma dupla ou grupo. Seu videoclipe foi indicado na categoria de melhor videoclipe em formato curto. Em 1994, o single "Give it Up, Turn It Loose" foi indicado ao prêmio de melhor performance vocálica de R&B por uma dupla ou grupo. Neste mesmo ano, o grupo recebeu o American Music Award de dupla, grupo ou banda de soul/R&B favorito do público.
Nos prêmios VMA da MTV, o grupo recebeu quatro de seus nove prêmios pelos videoclipes de faixas do álbum. "My Lovin' (You're Never Gonna Get It)" venceu o prêmio de melhor coreografia. "Free Your Mind" venceu nas categorias de melhor videoclipe de R&B, melhor videoclipe de música dance e melhor coreografia.

## Faixas
| N.º            | Título                                  | Compositor(es)               | Produtor(es)                   | Duração |  |
| 1.             | "This Is Your Life"                     | Denzil Foster Thomas McElroy | Denzil Foster e Thomas McElroy | 5:05    |  |
| 2.             | "My Lovin' (You're Never Gonna Get It)" | Foster McElroy               | Foster McElroy                 | 4:42    |  |
| 3.             | "Hip Hop Lover"                         | Foster McElroy               | Foster McElroy                 | 5:13    |  |
| 4.             | "Free Your Mind"                        | Foster McElroy               | Foster McElroy                 | 4:52    |  |
| 5.             | "Desire"                                | Foster McElroy               | Foster McElroy                 | 4:01    |  |
| 6.             | "Giving Him Something He Can Feel"      | Curtis Mayfield              | Foster McElroy                 | 3:56    |  |
| 7.             | "It Ain't Over Till the Fat Lady Sings" | Foster McElroy               | Foster McElroy                 | 4:13    |  |
| 8.             | "Give It Up, Turn It Loose"             | Foster McElroy               | Foster McElroy                 | 5:13    |  |
| 9.             | "Yesterday"                             | John Lennon Paul McCartney   | Foster McElroy                 | 2:30    |  |
| 10.            | "Hooked on Your Love"                   | Curtis Mayfield              | Foster McElroy                 | 3:35    |  |
| 11.            | "Love Don't Love You"                   | Foster McElroy               | Foster McElroy                 | 3:56    |  |
| 12.            | "What Is Love"                          | Foster McElroy               | Foster McElroy                 | 4:19    |  |
| 13.            | "Thanks (Prayer)"                       | Foster McElroy               | Foster McElroy                 | 0:43    |  |
| Duração total: | Duração total:                          | Duração total:               | Duração total:                 | 52:18   |  |